# Valère Clément
Pour les articles homonymes, voir Clément.
Valère Clément, né le 21 avril 1914 à Saint-Denis (La Réunion) et mort le 1er novembre 1997 à Nice (Alpes-Maritimes), est un industriel et homme politique français. 

## Biographie
Industriel, Valère Clément devient maire de Saint-Louis en 1949 à la suite de la dissolution du conseil municipal dirigé par le communiste Hyppolite Piot et à l'organisation d'un scrutin partiel. L'élection se déroule dans un climat d'extrême tension et le préfet ordonne le transfert des urnes à Saint-Denis. Après un long dépouillement, il est élu mais le scrutin est annulé face aux fraudes constatées. Il demeure cependant à la tête de la mairie et occupe ce poste jusqu'en 1964.
En novembre 1958, il est élu député de La Réunion mais son adversaire communiste conteste son élection. Le 23 avril 1959, le scrutin est annulé par décision du Conseil constitutionnel. Il est réélu le 14 juin 1959 et effectue un seul mandat. Il ne se représente pas lors des élections législatives de 1962 et se désiste en faveur de Marcel Vauthier.
Par ailleurs, il est conseiller général du canton de Saint-Louis-1 à partir de 1955.
Une rue de Saint-Louis porte son nom.